# Goumoens-le-Jux
Goumoens-le-Jux är en ort i kommunen Goumoëns i kantonen Vaud i Schweiz. Den ligger cirka 16,5 kilometer norr om Lausanne. Orten har cirka 43 invånare (2020).
Orten var före den 1 juli 2011 en egen kommun, men slogs då samman med kommunerna Eclagnens och Goumoens-la-Ville till den nya kommunen Goumoëns.